# Svatý Jan (okres Příbram)
Svatý Jan (německy Sankt Johann ob Skrejschow) je obec v okrese Příbram ve Středočeském kraji, asi 9 km jihozápadně od Sedlčan. Žije zde 673 obyvatel.

## Historie
Svatý Jan patří k nejmladším obcím na Sedlčansku, ještě v 18. století se na jejím místě rozkládaly husté lesy. V nich se nacházela studánka s údajně zázračnou vodou, u níž byla roku 1705 vystavěna poutní kaple sv. Čtrnácti pomocníků a o šedesát let později i poutní kostel svatého Jana Nepomuckého. Zárodkem budoucí osady byly kromě kostela ještě fara a nedaleká hájovna, koncem 18. století přibyla s několika obytnými budovami i škola. Aby se ves odlišila od jiných obcí téhož jména, psala se jako „Sv. Jan nad Skrýšovem“. V období první republiky zde fungovala i pošta a kampelička, v letech 1856-2009 byla obec samostatnou farností.
Pošta fungovala v obci do roku 1985, od té doby je v nedalekém Drážkově, stejně jako sídlo obecního úřadu. Ve vsi dnes už není hospoda ani žádný obchod. V budově bývalé školy na návsi funguje Domov sociální péče.

## Obecní správa

### Části obce
- Bražná (k. ú. Bražná)
- Brzina (k. ú. Drážkov)
- Drážkov (k. ú. Drážkov)
- Hojšín (k. ú. Hojšín)
- Hrachov (k. ú. Hrachov)
- Řadovy (k. ú. Drážkov)
- Svatý Jan (k. ú. Skrýšov u Svatého Jana)
- Skrýšov (k. ú. Skrýšov u Svatého Jana)

Součástí obce jsou také základní sídelní jednotky Roviště-jih a Roviště-sever. K obci patří také Boží Muka, Hodíkov, Medná, Přívozec, Radobyl, Selná, Smetákův Mlýn, Šourkův Mlýn, U Vondráčků a Zrůbek.
V letech 1850–1909 k obci patřily i Hrabří, Jezvina a Plešiště a v letech 1850–1920 také Tisovnice.
Sousedními obcemi sídla jsou Vysoký Chlumec, Dublovice, Hřiměždice, Kamýk nad Vltavou a Krásná Hora nad Vltavou.

### Územněsprávní začlenění
V chronologickém přehledu od roku 1850 je uvedena územně administrativní příslušnost obce v roce, kdy ke změně došlo:
- 1850 země česká, kraj České Budějovice, politický okres Votice, soudní okres Sedlčany[5]
- 1855 země česká, kraj Tábor, soudní okres Sedlčany
- 1868 země česká, politický i soudní okres Sedlčany
- 1939 země česká, Oberlandrat Tábor, politický i soudní okres Sedlčany[6]
- 1942 země česká, Oberlandrat Praha, politický i soudní okres Sedlčany[7]
- 1945 země česká, správní i soudní okres Sedlčany[8]
- 1949 Pražský kraj, okres Sedlčany[9]
- 1960 Středočeský kraj, okres Příbram
- 2003 Středočeský kraj, okres Příbram, obec s rozšířenou působností Sedlčany

## Společnost

### Rok 1932
V obci Svatý Jan u Sedlčan (přísl. Brzina a Radov, Buzice, Dražkov, Hojšín, Hrachov, Přívozec, Skrýšov, Zrubek, 1158 obyvatel) byly v roce 1932 evidovány tyto živnosti a obchody: bednář, výroba cementového zboží, 10 hostinců, kapelník, 2 koláři, 5 kovářů, 3 krejčí, 5 mlýnů, 3 obuvníci, pokrývač, porodní asistentka, 14 rolníků, řezník, 5 obchodů se smíšeným zbožím, Spořitelní a záložní spolek pro obec Svatý Jan, 2 tesařští mistři, 7 trafik, 2 truhláři.

## Pamětihodnosti
- Pozdně barokní poutní kostel sv. Jana Nepomuckého, postavený v letech 1760–1764 v místě kaple Čtrnácti sv. Pomocníků z roku 1705
- Výklenková kaplička u Jedle
- Fara, spolu s kostelem památkově chráněná
- V místní části Skrýšov patrový barokní zámek z roku 1762 (v době komunismu sloužil jako depozitář, nyní v soukromém vlastnictví)

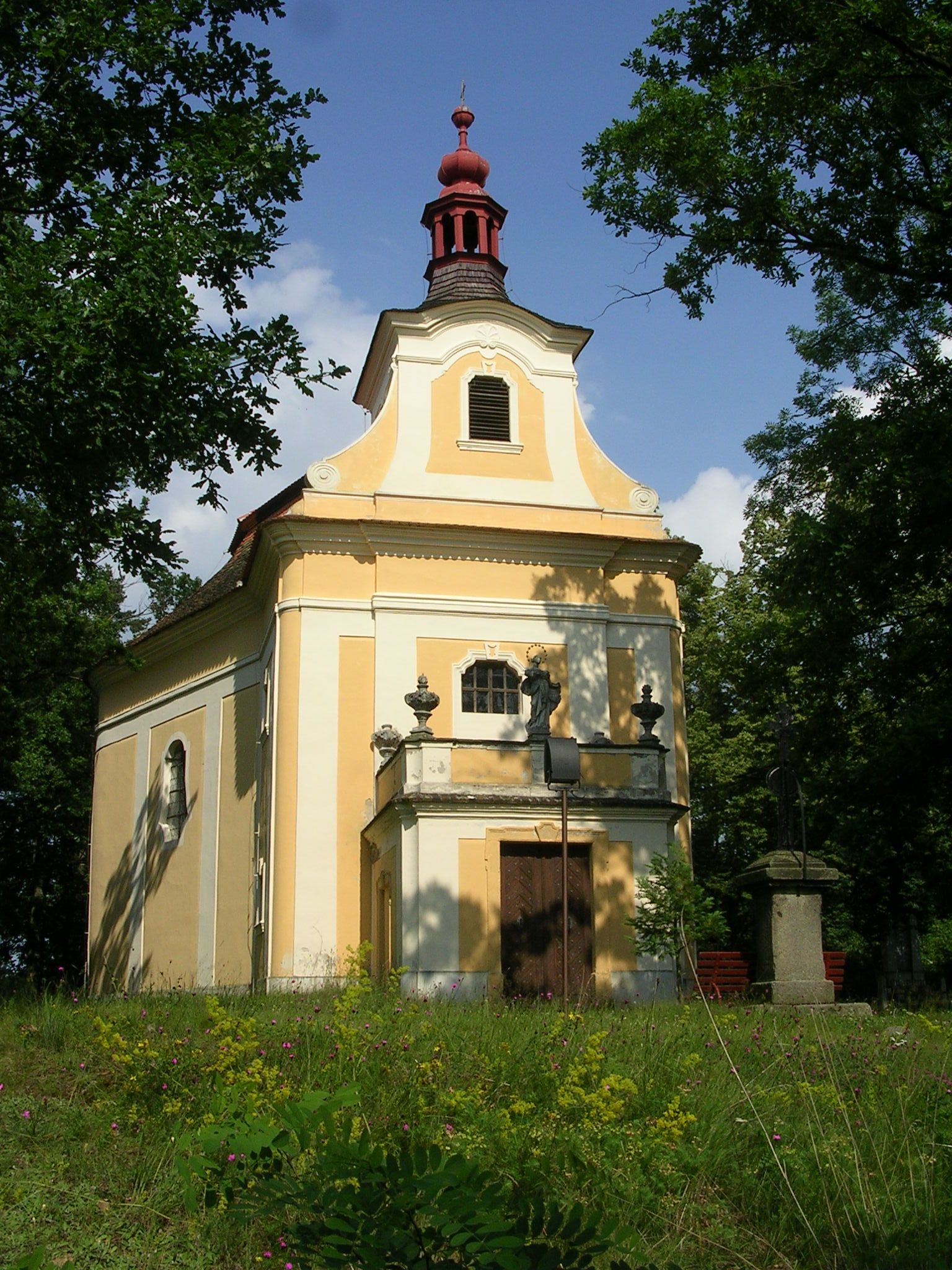
Kostel sv. Jana Nepomuckého ve Svatém Janu

## Doprava

### Dopravní síť
Do obce vede silnice III. třídy. Železniční trať ani stanice či zastávka na území obce nejsou.

### Autobusová doprava 2024
Autobusovou dopravu v obci Svatý Jan zajišťují společnosti Arriva Střední Čechy a ČSAD Benešov. Obec je součástí Pražské integrované dopravy (PID). V obci se nachází zastávka Svatý Jan. Mezi další zastávky spadají pod obec jsou Svatý Jan,Brzina, SvatýJan,Drážkov, Svatý Jan,Hojšín, Svatý Jan,Hrachov, Svatý Jan,Hrachov,Vestecký most, Svatý Jan,Hrachov,Zrůbek, Svatý Jan,Jedle, Svatý Jan,Řadovy, Svatý Jan,rozc., Svatý Jan.rozc.Smrčí, Svatý Jan,Řadovy,Radobyl, Svatý Jan,Skrýšov a Svatý Jan,v jedlinách. Obec obsluhuje autobusová linka 552. Zastávku Svatý Jan.rozc. obsluhuje linka 551 a ostatní zastávky linky 420, 500 a 754. Linka 420 vede z Prahy ze Smíchovského nádraží a pokračuje dále přes Dobříš, Kamýk nad Vltavou, Krásnou Horu nad Vltavou až do Milevska. Linka 500 propojuje Příbram s Milínem, Raděticemi, Jablonnou, Horními Hbity, Dolními Hbity, Solenicemi, Zduchovicemi, Kamýkem nad Vltavou, Řadovy, Krásnou Horou nad Vltavou a Petrovicemi. Linka 551 zajišťuje spojení mezi Krásnou Horou nad Vltavou, Kamýkem nad Vltavou, Vysokým Chlumcem a Sedlčany. Naopak linka 552 spojuje Kamýk nad Vltavou se Sedlčany přes obce Svatý Jan a Dublovice. Linka 754 spojuje Příbram se Zrůbkem, Sedlčany a Benešovem.

## Turistika
- Cyklistika – Obcí vede cyklotrasa č. 111 Sedlčany - Svatý Jan - Krásná Hora nad Vltavou
- Pěší turistika – Územím obce vedou turistické trasy  Zrůbek - Skrýšov - Svatý Jan - Vletice - Skoupý,  Svatý Jan - Krásná Hora nad Vltavou - Vrbický křížek a  Kamýk nad Vltavou - Svatý Jan - Sedlčany.